# Kirche Eibau

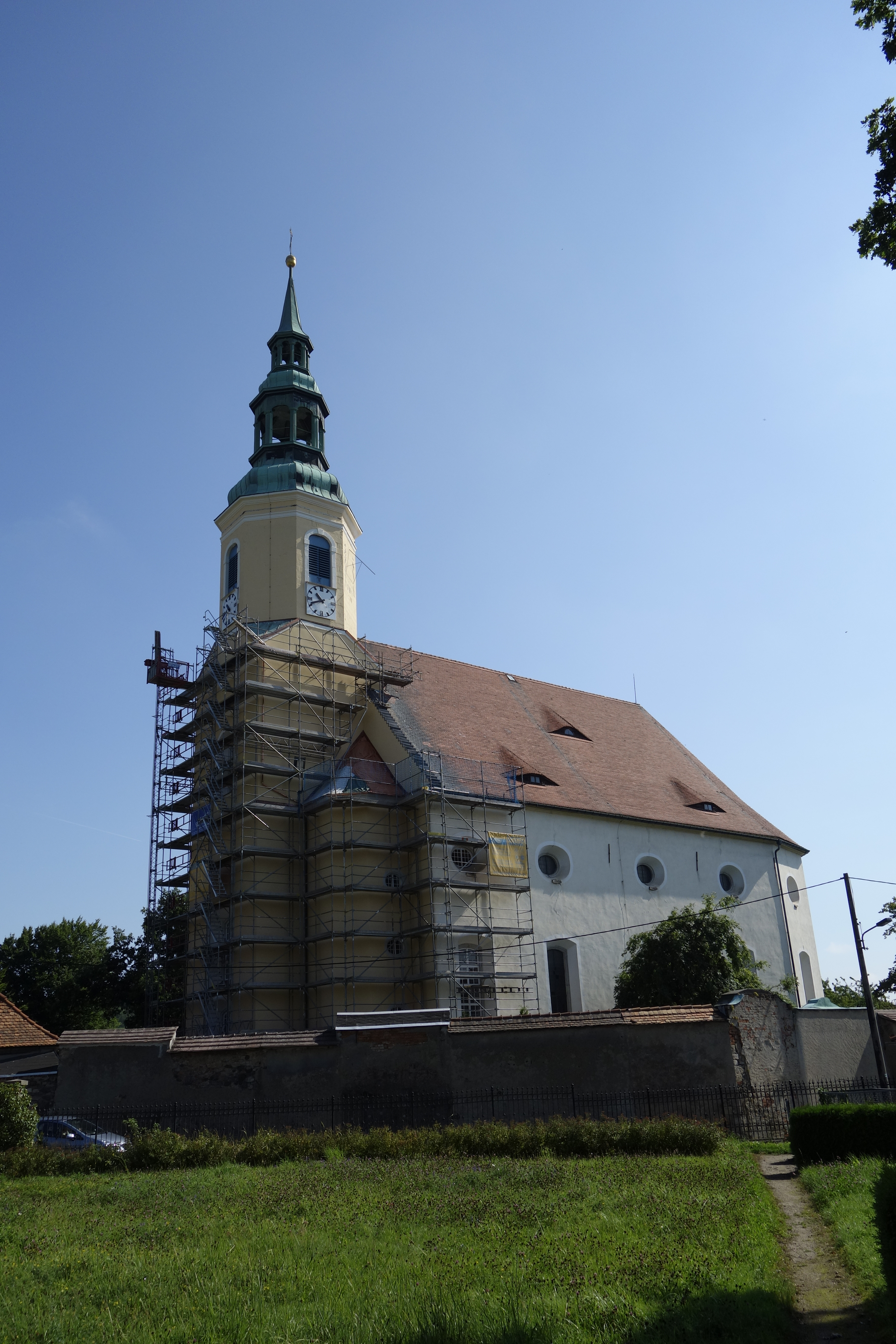
Die Kirche in Eibau (2017)

Die barocke evangelisch-lutherische Kirche von Eibau steht in Eibau, einem Ortsteil der Gemeinde Kottmar im Süden des ostsächsischen Landkreises Görlitz zwischen Zittau und Bautzen. Sie gilt als zweitgrößte Dorfkirche der Oberlausitz.

## Geschichte
Bereits im 13. Jahrhundert gab es hier eine zum Zittauer Dekanat gehörende Kirche. Das Kirchenpatronat wurde um 1367 durch den angesehenen Zittauer Bürger Johannes Hirsfeld und 1420 von den Herren von der Eibe ausgeübt. Seit 1552 war die Kirche evangelisch-lutherisch.
Im Jahre 1702 veranlasste die Baufälligkeit der alten Kirche die anwachsende Gemeinde zu einem Neubau, dessen Grundstein am 19. Juni 1703 gelegt wurde. Als Vorbild diente die ab 1672 unter der Leitung des Dresdener Baumeisters Andreas Klengel errichtete Kirche Bertsdorf, deren Typ sich auch in den nahegelegenen Kirchen von Hainewalde (1705–1711), Spitzkunnersdorf (1712–1716) und Niederoderwitz (1719–1726) wiederfindet. Die Kirche wurde am 27. September 1707 geweiht. 1841 und 1906/07 erfolgten Erneuerungen des Inneren, zuletzt wurden Kirchenschiff und Chorbereich 2006 denkmalgerecht saniert.
Der in den Jahren 1709–1710 aufgeführte Westturm wurde 1751 bei einem Unwetter durch einen Blitzeinschlag so stark beschädigt, dass eine völlige Erneuerung des 50 Meter hohen Turmbauwerkes samt Geläut und Uhrwerk von 1711 (Christoph Maaß, Seifhennersdorf) unter der Leitung des Architekten Heinrich Priebs notwendig war.

## Baubeschreibung

### Äußeres

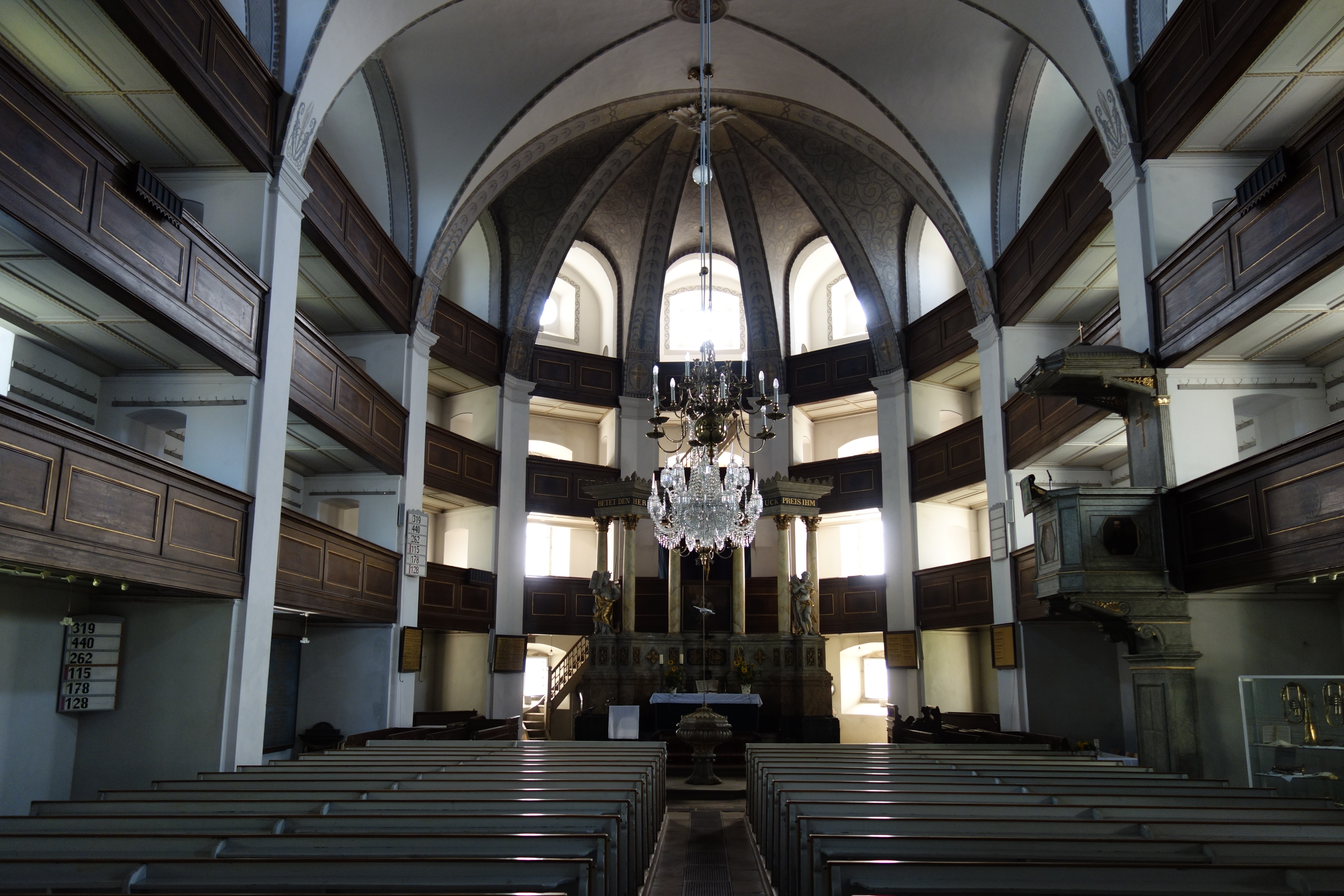
Innenansicht

Der äußerlich schmucklose Bau umfasst ein weiträumiges Kirchenschiff. Ein verputzter Baukörper aus Bruchsteinen mit einem fünfseitigen Chorschluss zeigt spitzbogige Maßwerkfenster.
Der Westturm geht von einem quadratischen Grundriss mit seitlichen Treppentürmen in ein achteckiges Glockengeschoss über. Darüber befindet sich eine geschweifte Haube sowie eine doppelt durchbrochene Laterne.

### Inneres
Der Innenraum ist mit einem Kreuzgratgewölbe überspannt, dessen Gurtbögen eine florale Bemalung tragen, die Wandpfeiler sind als toskanische Pilaster ausgeführt. An der Ost-, Süd- und Nordwand befinden sich dreigeschossig umlaufende Emporen mit schmucklosen Brüstungsfeldern. An der Westwand steht die Orgelempore, darunter befindet sich auf vier Konsolen eine herrschaftliche Loge.
Das Gebäude bietet Platz für 1700 Besucher.

## Ausstattung

### Altar
Das herausragende Stück der Kirchenausstattung ist der von Gottfried Schenderling 1708 geschaffene barocke Altar. Auf einem hohen Sockel tragen sechs in Kompositkapitellen endende Säulen ein profiliertes Gesims. Das Retabel zeigt ein quadratisches Gemälde mit dem Motiv des betenden Christus in Gethsemane. An der linken Außenseite befindet sich eine Statue von Moses, rechts eine des Täufers Johannes.

### Taufbecken
Das Taufbecken in Form eines sechseckigen, kelchförmigen Porphyr-Taufsteins trägt als Verzierung goldene Akanthusblätter. Es stammt vom Ende des 18. Jahrhunderts.

### Kanzel
Die klassizistische Kanzel von 1851 ist rechts im Kirchenschiff angebracht. Der quadratische Kanzelkorb trägt Gemälde Martin Luthers und Philipp Melanchthons. Auch der quadratische Schalldeckel ist reich verziert.

## Orgel

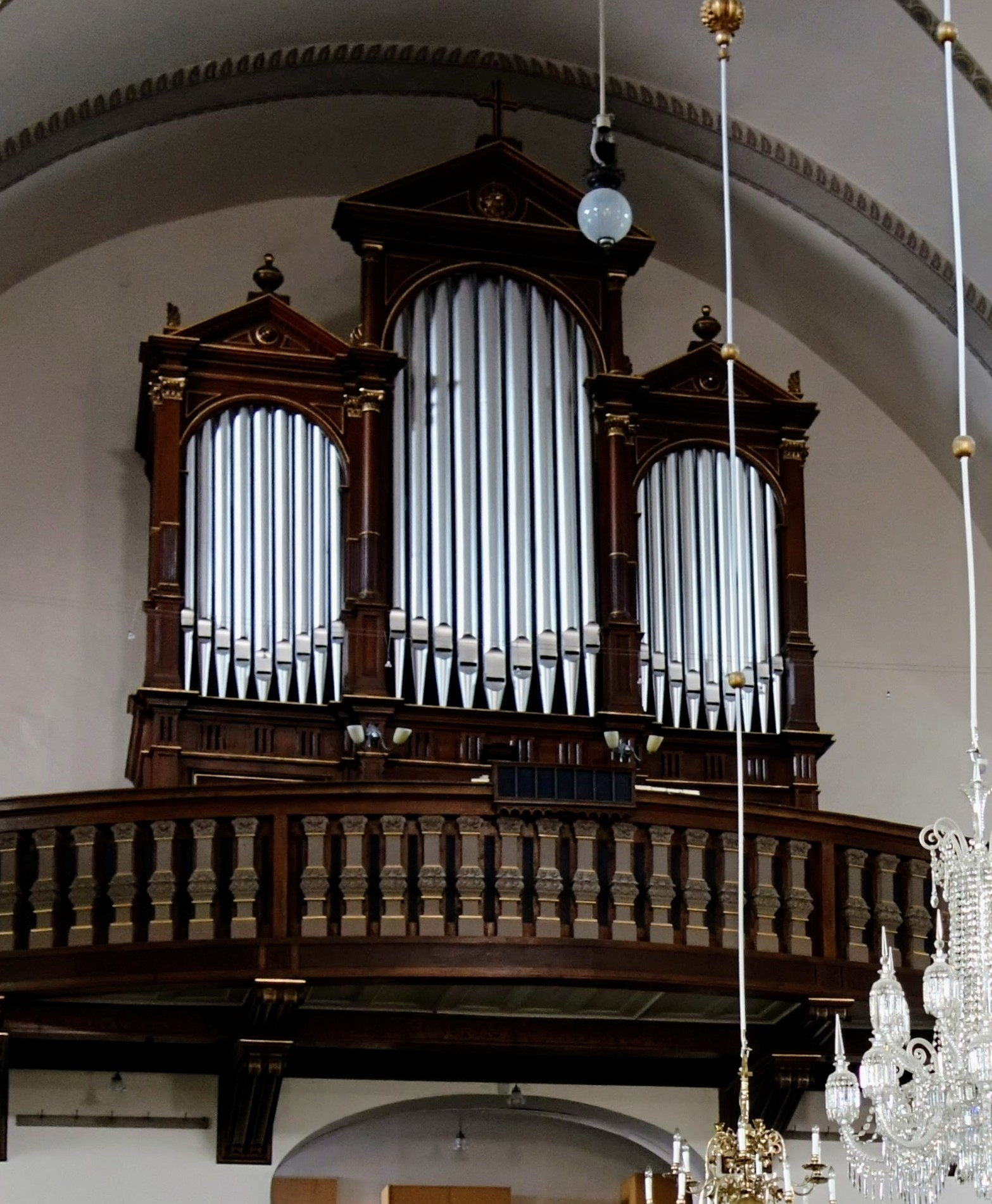
Orgel

Die Orgel von 1889 stammt aus der Werkstatt des Bautzener Orgelbaumeisters Hermann Eule (1846–1929) und ist die größte von ihm noch erhaltene Kegelladenorgel mit mechanischer Traktur. Sie verfügt über 35 Register auf zwei Manualen und Pedal.
Das Instrument hat folgende Disposition:
| I. Manual C–f3      |        |
| Prinzipal           | 16′    |
| Bordun              | 16′    |
| Prinzipal           | 8′     |
| Konzertflöte        | 8′     |
| Gamba               | 8′     |
| Dolce               | 8′     |
| Octave              | 4′     |
| Rohrflöte           | 4′     |
| Spitzquinte         | 2 ⁄3′  |
| Octave              | 2′     |
| Terz                | 1 3⁄5′ |
| Cornett V (Diskant) |        |
| Mixtur V            | 2′     |
| Trompete            | 8′     |

| II. Manual C–f3  |        |
| Lieblich Gedackt | 16′    |
| Geigenprinzipal  | 8′     |
| Salicional       | 8′     |
| Aeoline          | 8′     |
| Quintatön        | 8′     |
| Octave           | 4′     |
| Mixtur III       | 2′     |
| Im Schwellkasten |        |
| Gedackt          | 8′     |
| Waldflöte        | 4′     |
| Nasat            | 2 ⁄3′  |
| Nachthorn        | 2′     |
| Terz             | 1 3⁄5′ |
| Sifflöte         | 1′     |

| Pedal C–d1       |     |
| Prinzipal        | 16′ |
| Subbaß           | 16′ |
| Choralbaß        | 2′  |
| Posaune          | 16′ |
| Im Schwellkasten |     |
| Zartbaß          | 16′ |
| Oktavbaß         | 8′  |
| Baßflöte         | 8′  |
| Oktavbaß         | 4′  |

- Koppeln: II/I, I/P

## Glocken
Im 18. Jahrhundert umfasste der Glockenbestand ein Dreiergeläut, das Mitte des 19. Jahrhunderts von dem Glockengießer Theodor Werner in der Glockengießerei von F. Gruhl in Kleinwelka bei Bautzen umgegossen wurde. In den beiden Weltkriegen mussten 1917 und 1942 jeweils Glocken abgegeben werden. Seit 1951 besitzt die Kirche ein Vierergeläut mit den Nominaltönen c1 – e1 – g1 – a1.